# Kerka-vidék
A Kerka-vidék vagy Hetés a Zalai-dombság legnyugatibb kistája Zala és részben Vas vármegyében, kis északnyugati kiszögellése és nyugati pereme már Szlovénia területén található, ahol Lendva-hegy (Lendavske gorice) a neve, és délnyugati lejtői az ország egyik ismert borvidékét alkotják. A magyarországi részét tekintve 477 km²-es területű vidék a Kerka teraszos völgymedencéjét övező dombsági táj. Északról a Felső-Zala-völgy, keletről a Göcsej és az Egerszeg–Letenyei-dombság, délről a Mura bal parti sík határolja. Nyugati-délnyugati kiterjedését az Alsó-Mura-síknak a magyar–szlovén államhatárral nagyjából párhuzamos völgyválla jelöli ki.
Hetés szűkebb értelemben csak egy kisebb néprajzi táj a magyar-szlovén határ két oldalán.

## Földtan és domborzat

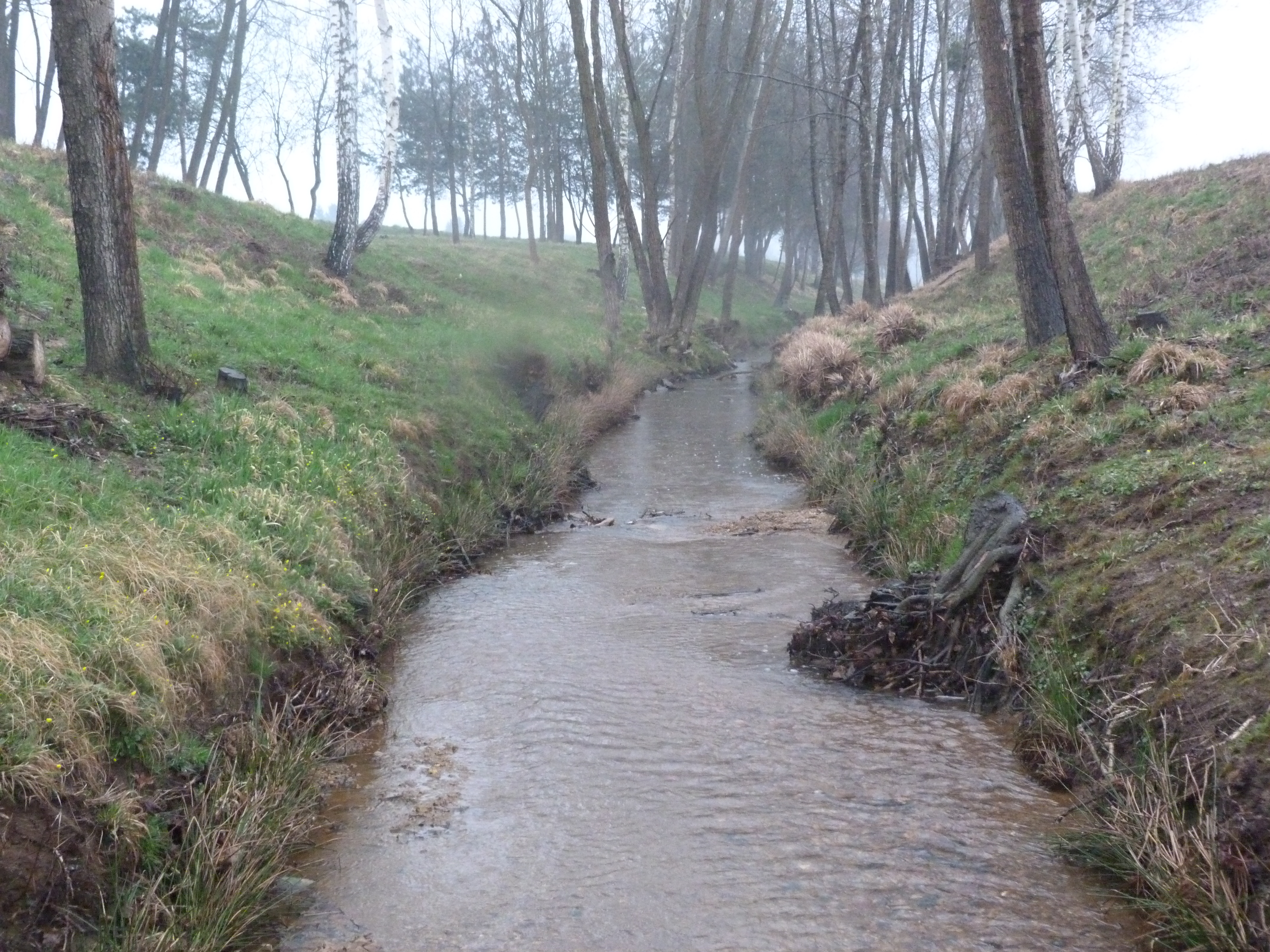
Szentgyörgyvölgyi patak

A Kerka-vidék 3–3,5 km-es mélységben található, változatos összetételű alaphegységét jellemzően mezozóos képződmények alkotják. Az alapkőzetre az Ős-Mura és a Kerka hordalékkúpja épült fel a pleisztocén során, amelyre folyóvízi üledéksor (kavics, homok stb.) rétegződött. A későbbi földtörténeti korok szerkezeti mozgásai és az erózió eltérő intenzitással alakította a Kerka-vidék felszínalaktani képét. A kistáj északi és déli részén ma is féloldalasan megbillent tanúhegyek, pannon kori kavicstakarós rögök emelkednek: északon a Szentgyörgyvölgyi-rög (257 m) és a Haricsa-hegy (187 m), a déli Lendvai-hegyben a Nagy-Tenke (332 m) és a Lenti-hegy (262 m). A Lendvai-hegy egyúttal a Lispe–Lovászi-boltozatot lezáró rög, a 20. század második felében feltárt szénhidrogénkészletekkel, s itt metszi a Kerka-vidéket a Balaton-vonal néven ismert tektonikai törésvonal is. A kistáj központi részét mintegy 130 km²-en a Kerka süllyedékes völgymedencéje foglalja el. A medencealjzatot az Ős-Mura pleisztocén hordalékkúpjából származó, vastag üledéksor fedi, amelyre a Kerka és a Szentgyörgyvölgyi-patak holocén üledékei rétegződtek, teraszos szerkezetűvé alakítva a völgyet.
Az eróziós dombsági részek felszíne horizontálisan és vertikálisan egyaránt tagolatlan, a völgysűrűség és az átlagos relatív relief (26 m/km²) egyaránt alacsony. A Lenti-medence süllyedéke tökéletes síkság, átlagos relatív szintkülönbsége 5 m/km². A Kerka-vidék legmagasabb pontja a Lendvai-hegyben található Nagy-Tenke rögje (332 m), a legalacsonyabb tengerszint feletti magasság a kistáj déli végpontján, a Kerka völgyében mérhető (152 m).
A Kerka-vidék nagyobbik, északkeleti része a tájat északnyugat–délkeleti irányban átszelő Kerka közvetlen vízgyűjtőterületéhez tartozik, jelentősebb kistáji mellékágai a Kis-Kerka és a Cupi-patak. Bő vízfelesleggel rendelkező terület, ennek tudható be, hogy a Kerka Lentinél mért 2,2 m³/s-os középvízhozama pár kilométerrel lejjebb, Tormaföldénél már 4,8 m³/s-ra nő. A vidék délnyugati részének lefolyásait a Magyarország területén csak alig 6 km-es szakaszon folyó Lendva-patak veszi fel, amelynek Kerka-vidéki mellékvizei a Kebele-patak és a Szentgyörgyvölgyi-patak. A Lendva a kistáj határain kívül egyesül a Kerkával. A Kerka-vidék jelentős állóvízzel nem rendelkezik.

## Éghajlat
A mérsékelten hűvös kistáj évi középhőmérséklete 9,2–9,8 °C között alakul. A határértékek jelentős különbségének hátterében a hűvösebb északnyugati és az enyhébb délkeleti peremvidékek különbözősége áll. A nyári félév 16,0–16,2 °C körüli átlaghőmérsékletében kevésbé mutathatóak ki a területi különbségek. A napsütéses órák száma évenként 1850 és 1900 közé esik. A kistáj a mérsékelten nedves és a nedves éghajlati zóna határán terül el, ahol az évi átlagos csapadék 760–780 mm. A szélirányok eloszlása kiegyenlített.

## Talaj és növényzet
A leggyakoribb talajtípusok:
- pszeudoglejes barna erdőtalaj,
- agyagbemosódásos barna erdőtalaj,
- réti öntéstalaj,
- réti erdőtalaj – ezek mindegyike a mészmentes, savanyú talajok közé tartozik.

| Területhasznosítás | Terület     | Területarány |
| ------------------ | ----------- | ------------ |
| Lakott terület     | 1 844,8 ha  | 3,9%         |
| Szántó             | 19 512,8 ha | 40,9%        |
| Kert               | 1 140,0 ha  | 2,4%         |
| Szőlő              | 86,9 ha     | 0,2%         |
| Rét, legelő        | 5 766,3 ha  | 12,1%        |
| Erdő               | 19 172,3 ha | 40,2%        |
| Vízfelszín         | 160,0 ha    | 0,3%         |

A Kerka-völgy és a völgyet határoló dombok növényzete erősen különbözik. A völgy legjellemzőbb növénytársulásai a sík- és dombvidéki kaszálórétek (Arrhenatherion), a mészkerülő láprétek (Junco–Molinietum) és a patak menti magaskórósok (Angelico-Cirsietum oleracei).
A völgyet kísérő dombokon gyertyános–kocsányos tölgyesek (Querco robori-Carpinetum), elegyes erdei fenyvesek és bükkösök (Fagio medio-europaeum) nőnek.
Az erdőkben sok a gomba. Ismertebb, ehető nagygombák:
- vargánya (Boletus spp.),
- rókagomba ((Cantharellus cibarius)),
- császárgalóca (úri gomba, Amanita caesarea) Védett!

## Állatvilág
A természetes fauna fajösszetételében (akárcsak a növényzetében) egyaránt felismerhető az Alpok közelsége és a mediterrán hatás.

### Ízeltlábúak
A gerinctelenek között a patakok mentén több ritka, természetvédelmileg értékes rovarfaj él:
- csermely szitakötő (Onychogomphus forcipatus),
- karéliai kérész (Eurylophella karelica).

A Kerkában biztató ütemben szaporodik a 2008-ban védetté nyilvánított folyami rák (Astacus astacus).
A kaszálóréteken él néhány különleges életmódú nappali lepke:
- vérfűboglárka (Maculinea teleius),
- zanótboglárka (Maculinea nausithous).

A nedves réteken és a vízpartokon él a szegélyes vidrapók (Dolomedes fimbriatus), a szárazabb réteken és az erdőszéleken a fehérsávos keresztespók (Aculepeira sp.).
A domboldalak ízeltlábúit a közelmúltban kezdték részletesebben tanulmányozni; azóta ritka
- futóbogarak (Carabidae),
- százlábúak (Chilopoda) és
- pókok (Araneae)

kerültek elő.

### Körszájúak
A Kerka (és mellékvize, a Kerca a fokozottan védett dunai ingola (Eudontomyzon mariae) kiemelten fontos élő- és szaporodó helye.

### Halak
Védett halfajok:
- fürge cselle (Phoxinus phoxinus),
- kövi csík (Barbatula barbatula),
- vágó csík (Cobitis elongatoides),
- sujtásos küsz (Alburnoides bipunctatus);

a leggyakoribb hal a fejes domolykó (Squalius cephalus, Leuciscus cephalus).

### Kétéltűek
A kétéltűek közül a hegyvidék közelségére utaló fajok:
- gyepi béka (Rana temporaria),
- sárga hasú unka (Bombina variegata),

### Hüllők
A leggyakoribb hüllőfajok:
- fürge gyík (Lacerta agilis),
- vízisikló (Natrix natrix),
- rézsikló (Coronella austriaca);

a területen mérgeskígyók nem élnek.

### Madarak
Barbácsy Zoltán ornitológus Bajánsenyéhez közel, az egykori Szentgyörgyvölgyi Tájvédelmi Körzetből 11 madárfajt írt le, ezek közül 80 fészkelő.
Gyakoribb gázlómadarak:
- fehér gólya (Ciconia ciconia),
- szürke gém (Ardea cinerea),
- fekete gólya (Ciconia nigra).

A fenyőelegyes erdőkben itt fészkel is a süvöltő (Pyrrhula pyrrhula), amit az ország más részein csak téli vendégként ismerünk.
Az idősebb bükkösökben költ:
- kék galamb (Columba oenas),
- fekete harkály (Dryocopus martius).

Ragadozó madarak:
- héja (Accipiter gentilis),
- darázsölyv (Pernis apivorus),
- egerészölyv (Buteo buteo),
- karvaly (Accipiter nisus),
- fehérfarkú rétisas (Haliaeetus albicilla).

## Néprajz
A terület néprajzában, kultúrájában hasonlít a szomszédos Göcsejhez. A terület nagyobb része néprajzi szempontból Göcsejhez tartozik, egy kisebb része pedig a szűkebb értelemben vett hagyományos Hetés néprajzi tája, amely Szlovénia területére is átnyúlik.